# 凝石
凝石，一种建筑材料，由清华大学和中国矿业大学教授孙恒虎发明。

## 简史
2003年，孙恒虎和另一名号称为清华大学教授的徐跃峰（经查，清华大学并无此教授）成立北京蓝资凝石科技有限公司，开发和生产“新式水泥”，即凝石。7月，该项目被列入863计划。2005年8月12日通过了教育部组织的技术鉴定，8月26日通过了科技部的验收。

## 制备方法概述
凝石是以矿渣、煤灰等工业废弃物为原料，添加少量成岩剂在常温常压下制备出来的，与平常的硅钙水泥不同，它属于硅铝体系。据发明人声称，其中利用了大地成岩原理。

## 争议
在通过鉴定和验收的同时，国内建筑界的质疑之声就不绝于耳。以下正反双方言论从各种渠道收集得来，态度可能各有偏颇之处。

### 正方
支持者认为，凝石与普通水泥相比，具有诸多优点。
- 节约能源（因为常温常压制备），从而减少二氧化碳排放
- 强度、密度、耐腐蚀、抗冻融等方面的性能优良
- 能处理各种工业废渣，从而推动循环利用，有利环保
- 生产成本低、工艺简单

### 反方
反对者认为，
- 凝石不过是“碱激发矿渣”水泥
- 要用凝石代替水泥，目前的少量实验还不足够，需要进行更多的研究，测量出更多的技术参数
- 对于宣称的“大地成岩”技术，专家也提出了质疑

## 外部連結
- 用凝石代替水泥 新技术是否“欺世盗名”（页面存档备份，存于）